# 海卫八
有一颗小行星叫作小行星9313.
海卫八（S/1989 N 1，Proteus）是环绕海王星运行的第二大的卫星。 它的大小已经接近不规则星体的极限，也是海王星的最大內衛星。其英文名字「Proteus」（普罗透斯）源于希腊神话中会变形的海神。

## 发现
海卫八是由旅行者2号在1989年飞经海王星所摄取的图像而发现的。 它当时被暂命名为S/1989 N 1。和于1989年7月7日的IAUC 4806会议上宣布了海卫八的发现。根据公布说明的“21天中获取的17幅图像”来推算，海卫八的发现日期是6月16日略前。海卫八在1991年9月16日被正式命名。

## 表面特徵

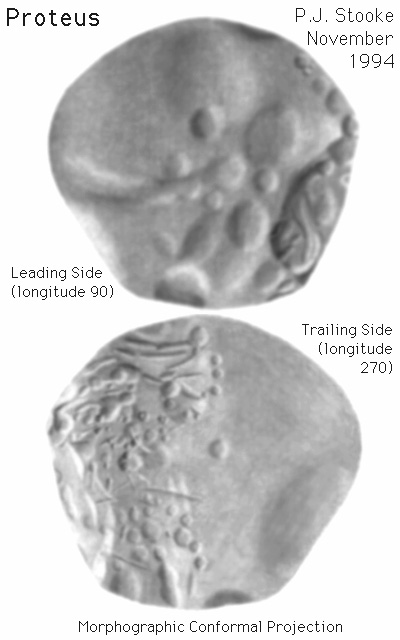
海卫八地图

海卫八的直径超过400千米，比海卫二大。但是因为海卫八非常靠近行星，容易被其反射太阳光掩盖，所以它未能被地基的望远镜所发现。
海卫八是已知太阳系内最暗的天体之一，它像煤煙那麼黑。和土卫九相似，它们都只反射被照射的太阳光的6%。海卫八的陨石坑众多，陨石坑也没有被地质活动改变的迹象；目前只有一個最大的撞擊坑被命名，該撞擊坑內還包含著其他較小的撞擊坑。海卫八不规则的形状让科学家们相信它已经到了类似密度天体在尚未被自身引力拉至球状的最大极限。作为对比，土卫一拥有更小的质量，但形状远较海卫八规则。

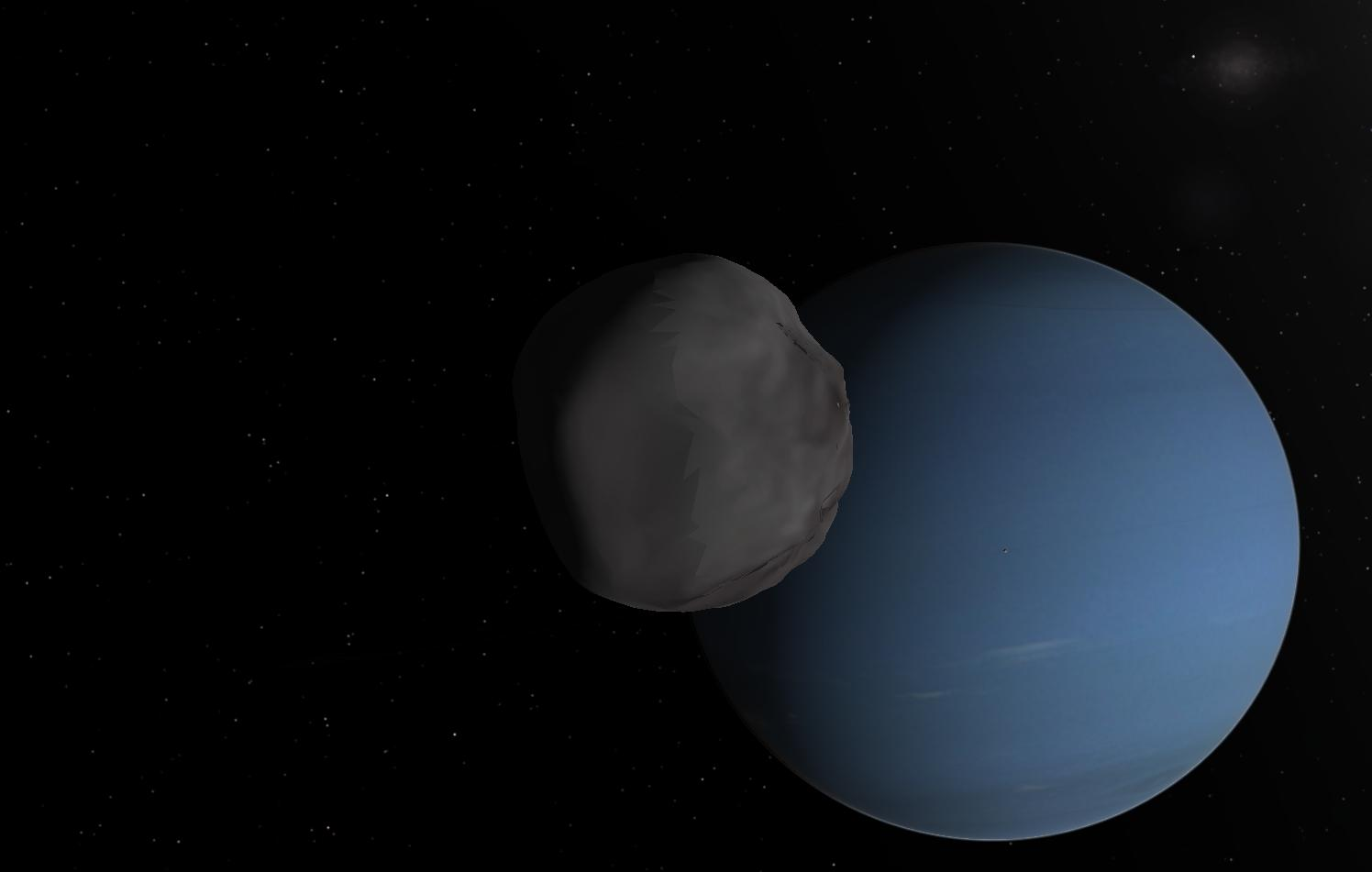
模拟 海卫八环 海王星飞行图

### 撞擊坑
海衛八上的撞擊坑，以埃及港口的地名命名。
| 名稱         | 直徑（公里） | 名字來源                               |
| ------------ | ------------ | -------------------------------------- |
| 法羅斯撞擊坑 | 230-260      | 法羅斯島，埃及港口亞歷山卓附近的離島。 |

## 圖片

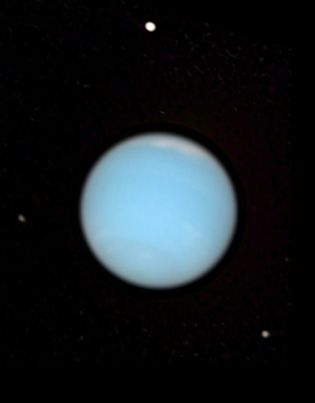
哈伯太空望遠鏡拍攝的海王星、海衛八和海衛一圖像
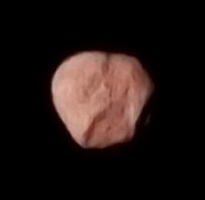
航海者2號拍攝的海衛八彩色圖像
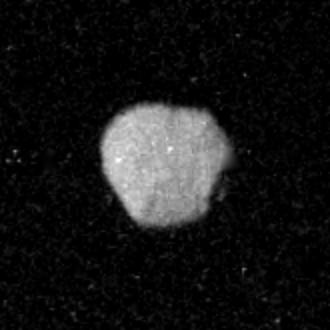
航海者2號拍攝的海衛八圖像與法羅斯撞擊坑
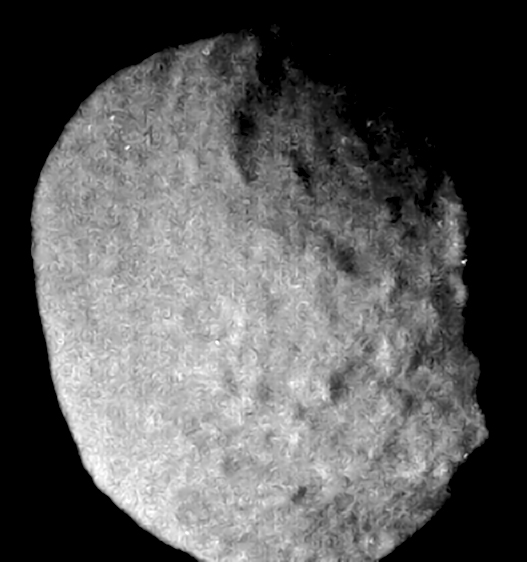
航海者2號拍攝的海衛八圖像，經過數位處理以顯示表面特徵。

## 外部連結
- Proteus In Depth at NASA's Solar System Exploration site
- Proteus page （页面存档备份，存于） at The Nine Planets
- Proteus, A Moon Of Neptune （页面存档备份，存于） on Views of the Solar System
- Ted Stryk's Proteus Page
- Neptune's Known Satellites (by Scott S. Sheppard)